# أورلوفا تشوكا
أورلوفا تشوكا ( (بالبلغارية: Орлова чука) ) هو كهف يقع في سهل الدانوب، شمال شرق بلغاريا. يبلغ طوله حوالي 13.437 مترًا، وهو ثاني أطول كهف في البلاد بعد دوهلاتا. تم اكتشاف الكهف عام 1941 وافتتح أمام السياح عام 1957. يُعدّ أورلوفا تشوكا موطنًا لـ 14 نوعًا من الخفافيش.

## الموقع
يقع أورلوفا تشوكا على المنحدرات اليسرى لوادي نهر تشيرني لوم في محافظة روسه على بعد 11 كم شرق بلدة دف موغيلي و 3 كم شمال قرية بيبيلينا و 45 كم جنوب عاصمة المحافظة روسه. يقع مدخل الكهف على ارتفاع 40 مترًا فوق النهر ويمكن الوصول إليه من خلال مسار شديد الانحدار. يوفر تراس المدخل إطلالة خلابة على منتزه روسنسكي لوم الطبيعي والتكوينات الصخرية لوادي النهر.

## الجيولوجيا
يبلغ إجمالي طول كهف أورلوفا تشوكا 13.437 مترًا، ما يجعله ثاني أطول كهف في بلغاريا بعد كهف دوهلاتا. درجة حرارة الكهف ثابتة على مدار السنة وتبلغ 14 درجة مئوية.
تشكّل الكهف في أواخر العصر البليوسيني وأوائل العصر الرباعي عندما كان قاعًا لنهر تحت الأرض، وهو محفورٌ في الصخور الرسوبية المكوّنة من الحجر الجيري والحجر الرملي. يتكون الكهف من نظام معقد من الأنفاق والقاعات. السقف أملس بشكل أساسي بسبب الدوامات الجوفية.

## الاكتشاف والاستكشاف
اكتشف الكهف الراعي ستويان سباسوف عام 1941. تم افتتاحه للسياح عام 1952. عام 1963 أعلن الكهف والمنطقة المجاورة له بمساحة 7.5 هكتار معلماً طبيعياً، وفي عام 1978 تم إعلانها معلماً أثرياً ذا أهمية وطنية.
سكن البشر الكهف على فترات متقطعة منذ 200000 - 40000 سنة بسبب ارتفاع درجة الحرارة الثابتة نسبيًا. اكتشفت رؤوس الحراب وأدوات الصوان والفؤوس وقطع الفخار التي يرجع تاريخها إلى العصر الحجري النحاسي في الكهف. كما سكنته دببة الكهوف.

## روابط خارجية
- "The Caves in Bulgaria. Orlova Chuka" (بالبلغارية). Archived from the original on 2016-03-03. Retrieved 2015-06-24.
- "Orlova Chuka Cave" (بالبلغارية). Official Site of Dve Mogili Municipality. Archived from the original on 2020-12-01. Retrieved 2015-06-24.
- "Orlova Chuka Cave" (بالبلغارية). Landmarks of Bulgaria. Archived from the original on 2020-02-01. Retrieved 2015-06-24.